# هیرائو
هیرائو (به لاتین: Hirao) یک منطقهٔ مسکونی در ژاپن است که در استان یاماگوچی واقع شده‌است. هیرائو  ۱۴٬۳۹۶ نفر جمعیت دارد.